# Yevfrosíniya Kersnóvskaya
Yevfrosíniya Antónovna Kersnóvskaya (ruso: Евфросиния Антоновна Керсновская), nacida el 8 de enero de 1908 y fallecida el 8 de marzo de 1994, fue una mujer rusa que pasó 12 años en los gulags soviéticos y escribió sus memorias en 12 libros de notas, 2 200 000 caracteres, acompañadas de 680 dibujos.
Escribió 3 copias de la obra. En 1968 sus amigos escribieron a máquina varias copias, repitiendo los dibujos en la otra cara de las páginas. Los primeros fragmentos de su obra fueron publicados por primera vez en las revistas Ogonyok y Znamya, así como en el periódico The Observer (junio de 1990). Posteriormente también aparecerían en publicaciones alemanas y francesas. Finamente en el año 2001 se publicó en Rusia el texto completo.

## Biografía
Yevfrosíniya Kersnóvskaya nació en Odesa en una familia de la aristocracia rusa. Durante la Revolución soviética la familia se trasladó a sus propiedades en Besarabia, donde se convirtieron en granjeros. Poco tiempo después Rumanía se anexió Besarabia. En 1940 la Unión Soviética presionó al gobierno rumano y recuperó la región, y la familia Kersnóvkaya (Yevfrosíniya y su madre), al pertenecer a la aristocracia terrateniente fueron deportadas a Siberia, donde participaron en la colonización forzada de la región (ссыльнопоселенец) y trabajaron en la tala de árboles y producción de leña. Yevfrosíniya intentó escapar, pero fue capturada y condenada a muerte. Sin embargo, la sentencia fue sustituida por 10 años de trabajos forzados, que cumplió en el campo de trabajo de Norillag (Норильлаг) realizando trabajos de minería. 
Después de cumplir su pena vivió en Yesentukí y escribió sus memorias durante el período 1964-1968, que junto con sus cientos de dibujos presentan un testimonio único sobre la vida en la Unión Soviética, y muy especialmente de la vida en el Gulag. También destaca la calidad pictórica de los dibujos.